# VirtualLink
VirtualLink はVRヘッドセットに電源、映像、 データをUSB Type-C オルタネートモードによって単一のUSB type-Cコネクタのみで送信できるVR機器専用の規格。VirtualLink Consortiumは NVIDIA、 AMD、 Oculus、 Valve、 マイクロソフトが参加している。 VirtualLink1.0として2018年7月に発表された。
VirtualLink1.0は、映像用にHBR3 DisplayPort1.3を4レーンと、カメラやセンサーなどのデータ伝送用のUSB3.1データチャンネルをサポートする。また、最大27ワットの電源を供給する。
2018年に発売されたNVIDIA Geforce 20 シリーズに搭載されたUSB Type-Cポートが対応している。
当初、Valve Indexが純正品としてVirtualLink用ケーブルを開発していたが、2019年8月に技術的な問題と信頼性の問題によりキャンセルされた。
その後もVRヘッドセット側での普及が進まず、出力側も2019年1月に発売されたミドルレンジ向けGPUであるGeForce RTX 2060はメーカー純正モデルを除きほとんどの製品でコネクタが搭載されず、同年7月に登場した既存の製品の上位モデルとなるRTX Superシリーズの3機種でも多くの製品には搭載されなかった。
2020年9月発売のGeForce 30シリーズでは純正モデルでの対応も打ち切られた。
2020年9月現在では公式サイトにアクセスすると英語版Wikipediaリダイレクトされるようになっている。公式な声明が一切ないものの、前述のGeForceでのサポート終了と合わせ「死んだ」規格になったとする意見もある。
2020年11月発売のAMD Radeon RX 6000シリーズではUSB Type-CポートがDisplayPortのオルタネートモードとして搭載されているものの、公式にはVirtualLinkとは謳われていない。
なお、前述のRTX20シリーズやRX6000シリーズに搭載されているUSB Type-Cポートはあくまで「オルタネートモードに対応したUSBポート」であるため、ディスプレイ機器以外にもストレージなどの通常のUSB機器も作動する